# S.P.Q.R. (serie televisiva)
S.P.Q.R è una sitcom italiana composta da 13 episodi e trasmessa per la prima volta su Italia 1 a partire dal 1º marzo 1998.

## Trama
Ambientata nell'Antica Roma del periodo imperiale, la serie ripropone i temi e le situazioni del film S.P.Q.R. - 2000 e ½ anni fa. Il protagonista del telefilm è Cesare Appio, avvocato romano borioso e pieno di sé ma a in realtà poco abile, che vive insieme alla giunonica moglie Augusta, al figlio maggiore Mario (distratto studente di giurisprudenza), alla figlia Alessia (pessima studente del liceo), al piccolo genio Luca e alla schiava Iside, seguace di Spartaco.
Già dalla prima puntata però gli Appio saranno affiancati dai Pitagora, famiglia sicula di ricchi mercanti che diventano i loro vicini di casa. Salvatore Pitagora, il capofamiglia, è diventato molto ricco vendendo stoffe e sete preziose riuscendo sempre ad
evadere ogni tassa; egli è sposato con Rosalia, ha una figlia di nome Concetta (la quale col tempo inizierà una relazione sentimentale con Mario Appio) ed un nonno inventore, il geniale Pitagora Pitagora - chiamato affettuosamente Pippitta - che coinvolgerà il giovanissimo Luca Appio nei suoi "folli" progetti.
Altri personaggi ricorrenti sono: il giudice padano Giulio Seneca - che, essendo un buon amico di Cesare Appio, spesso sarà indulgente con lui nei processi in cui è coinvolto - e suo figlio Marco, infedele fidanzato di Alessia; Poppea, segretaria ravennate di Cesare nonché sua esosa amante; Fulvio, il posteggiatore che dirige il traffico di fronte all'ufficio dell'avvocato e Cencio, barista del locale dove Cesare va a fare colazione prima di ogni udienza.

## Episodi
| Episodio | Titolo                     | Trama |
| -------- | -------------------------- | --- |
| 1        | I vicini di casa           | La vita tranquilla degli Appio viene sconvolta dal trasloco dei Pitagora, che diventano loro vicini di casa. Inizialmente i rapporti tra le due famiglie sono pessimi, perché i nuovi ospiti vengono considerati "rozzi", "ignoranti" e "levantini"; inoltre Cesare deve difendere un suo cliente calzolaio che accusa Salvatore di non avergli pagato una serie di scarpe fornite al siculo per conto dell'esercito romano. Venuto a conoscenza del fatto che Salvatore è ben "agganciato" al Ministero della Guerra, Cesare gli offre un accordo: ritirare la denuncia in cambio dell'esenzione del servizio militare per il figlio Mario. Il mercante accetta, ma un controllore incorruttibile non solo recluta Mario ma arruola pure Cesare e Salvatore, che a loro tempo erano stati esentati ingiustamente. I tre si ritroveranno, insieme al dottor Lo Stomaco (anch'egli punito per aver falsificato un certificato medico), in Sardegna dove riusciranno a meritarsi un congedo illimitato dopo un atto eroico. |
| 2        | Cacciati di casa           | Salvatore Pitagora vende degli oggetti a una donna che si finge francese (in realtà è piemontese), la quale gestisce la casa di tolleranza "Chez Messalina" e, per pagare il commerciante siciliano, gli offre un "abbonamento" da utilizzare con le sue ragazze. Salvatore e Cesare si recano quindi nel luogo di perdizione ma Augusta troverà l'invito e, scoperti i due uomini in flagranza di tradimento, sbatterà il marito fuori di casa venendo subito imitata da Rosalia: i due andranno a vivere insieme in uno squallido motel ma, dopo essersi redenti, saranno perdonati dalle loro consorti - che in realtà si accorgeranno di essere diventate povere senza gli stipendi degli uomini - e potranno tornare nella loro dimora. |
| 3        | La trasferta               | Cesare deve recarsi a Verona per una causa e invita Poppea a trascorrere un romantico weekend insieme a lui; mentre si trovano in una locanda a cenare incontrano Salvatore, che è stato incaricato dalla Camorra di minacciare l'arbitro Cucù - il quale dovrà dirigere la finale di Coppa dell'Impero tra la Roma e la Germania - in modo da far vincere i tedeschi. Poco dopo giunge nella stessa taverna anche Mario che, invece di andare a studiare ad Ostia come promesso, stava andando coi suoi amici a vedere la partita. I tre uomini, dopo esser riusciti a intimorire l'arbitro e far vincere i teutonici per 2-1, promettono di spalleggiarsi a vicenda nei confronti delle loro partner. |
| 4        | Fantasmi a Roma            | Salvatore Pitagora vuole vendere a un eccentrico omosessuale dei profumi rari a 100.000 sesterzi, ma quest'ultimo si offre di dargli 80.000 sesterzi e un'antica cassapanca del periodo di Anco Marzio: il mercante accetta e si porta il soprammobile in casa, ma da quel momento la sua vita cambierà. Infatti nella cassa è nascosto il fantasma Orazio, ultimo sopravvissuto nel duello tra Orazi e Curiazi, che - approfittando del fatto di essere invisibile - mangia e beve a sbafo nella casa dei Pitagora e degli Appio ed ha anche un rapporto sessuale con Augusta. Grazie a una nuova invenzione di Pippitta, chiamata televisione, Orazio però può essere visto e le due famiglie lo convincono ad aiutarli a vincere ai dadi; proprio quando stanno "spennando" il proprietario di una bisca però Orazio si fa distrarre da una fantasma donna e la truffa non va in porto. |
| 5        | Delitto nel condominius    | Nel condominio in cui vivono gli Appio e i Pitagora viene trovata morta la signora Regola, affittuaria della dimora in cui le due famiglie vivono. Il Commissario Calì inizia le indagini e, in base alla testimonianza di un uomo non vedente chiamato Zizzania, accusa Salvatore di essere l'assassino. Il mercante siciliano, posto agli arresti domiciliari, si fa difendere da Cesare che però indispone il giudice Seneca tanto da finire anch'egli sul registro degli indagati. Quando inizia il processo, alcuni colpi di scena porteranno alla soluzione del caso: in primis Mario e Concetta testimoniano di non aver visto ne Cesare ne Salvatore al momento del delitto (i giovani al momento del delitto erano fuori di casa per "infrattarsi"); poi il dottor Lo Stomaco afferma che Regola non è morta per strozzamento - come inizialmente ritenutosi - ma per soffocamento, avendo ella ingerito delle pietre preziose; infine Pippitta scopre che Zizzania non è un cieco ma solo un ladro che si era intrufolato nella casa di Regola per rubare i gioielli. In conclusione Zizzania viene quindi arrestato e tutti i possedimenti della defunta passano in eredità alla sua bella nipote Fedra, che diventa la nuova padrona di casa dei Pitagora e degli Appio. |
| 6        | I soldi a prestitus        | L'esattore delle tasse Onero inizia a ispezionare tutti i negozi e gli uffici più in vista della Capitale alfine di scoprire qualche magagna fiscale: uno di quelli che riesce a beccare è Salvatore, il quale nel proprio negozio non fa ricevute ne' libri contabili. Mentre si trova al bar con la prostituta Quartilla, che sta interrogando, Onero viene riconosciuto dal giudice Seneca e da Cesare: non volendosi far vedere con una meretrice, l'inquisitore presenta la donna come Lucezia, sua moglie. Caduto nell'equivoco, Cesare - nel frattempo indagato anch'egli per evasione fiscale - seduce Quartilla credendola Lucezia; stessa cosa fa Salvatore, che però si reca dalla vera consorte dell'incorruttibile Onero - una donna bruttissima ma virtuosa - che non si concede. Al processo, la verità salterà a galla e i due protagonisti saranno condannati al pagamento delle tasse e a tre mesi di attività sociali per la comunità (dovranno fare gli spazzini al mercato). |
| 7        | Cavalli e veleni           | Salvatore e Cesare vengono convinti dal sedicente mercante arabo Zosimo ad investire 100.000 sesterzi su un "cavallo nano" con la promessa di riceverne quattro volte tanto: i due accettano, ma avendo solo 20.000 sesterzi si rivolgono all'usuraio Barozzo per avere gli altri 80.000. Lo strozzino vuole 20.000 sesterzi come tasso d'interesse, altrimenti si prenderà le case dei suoi debitori. Zosimo, che si rivelerà essere un truffatore, fugge col malloppo e così i due uomini non possono saldare il loro debito con Barozzo; quest'ultimo però è un grande amico del boss mafioso Scuciborsa e del signor Lo Cascio - padre di uomo arrestato da Senaca per aver ucciso l'amante di sua moglie - per cui offre loro un'altra possibilità: uccidere il giudice in cambio del pagamento del debito. I due allora vanno ad avvelenare Seneca, togliendosi quindi da ogni impiccio con il cravattaro, ma poi riescono anche a farlo resuscitare dopo un giorno grazie a una pozione inventata da Pittitta. |
| 8        | Lupi mannari e lupi romani | Lo scultore Lapo, che è in causa con Salvatore per una partita di marmo non pagata, disegna la statua della "Venere nera" utilizzando il volto di Iside e il corpo di Poppea: geloso del fatto che tutti potranno così ammirare le grazie della sua amante, Cesare si reca nottetempo nella villa dell'artista per rubare la scultura insieme a Salvatore e a dei prezzolati. Tuttavia dentro la casa c'è un feroce cane lupo che morde Cesare e Salvatore alle gambe, impedendo loro di camminare: per non essere scoperti decidono di allontanarsi da Roma ma, a seguito dei morsi subiti, diventano dei lupi mannari. In questa condizione possono parlare coi morti, per cui si fanno dire dal ladro Parmenone - che aveva derubato Seneca di alcuni suoi averi - dove è nascosto il malloppo: esso si trova sotto un albero del contadino Limone, il cui cane da guardia azzanna però Cesare e Salvatore dopo che i due lo hanno trovato. Di fronte al commissario Calì affermano di parlare coi morti, per cui l'investigatore li sbatte in un manicomio, ma poi il giudice - che grazie a loro ha ritrovato i suoi preziosi - li fa tornare in libertà. |
| 9        | Sequestro di bonona        | Due uomini sono contemporaneamente innamorati di Poppea: il timido antiquario Calogero Creonte e il ruvido console Strazione. Quest'ultimo chiede a Salvatore di procurargli l'unica arma antica che gli manca, la daga di Giulio Cesare, e il siculo si rivolge proprio a Creonte per trovarla. Egli fa visita ai gemelli Cuccurullo che, tra un discorso e l'altro, gli propongono di rapire Poppea e portargliela a casa "come se fosse un'anfora": Creonte, che a causa della sua timidezza non riesce nemmeno a guardare negli occhi la segretaria, accetta di pianificare il sequestro, che avviene proprio mentre la donna sta andando ad un appuntamento con Strazione. Egli crede il rapimento sia stato effettuato da Cesare per gelosia e lo denuncia: durante il dibattimento, Poppea compare nell'aula di tribunale - in quanto Creonte, impietositosi, l'ha fatta liberare - e il caso si risolve. |
| 10       | Per un pugno di voti       | Salvatore Pitagora, stanco di pagare le tasse, si fa convincere dal vecchio onorevole Firmino a candidarsi con gli optimates con un programma basato sulla completa esenzione fiscale per i commercianti. Nel frattempo Cesare, vedendo un poveraccio di nome Annibale investito da una biga, decide di difenderlo gratuitamente nella causa contro l'ignoto pirata della strada: il suo nobile gesto viene molto apprezzato dai disgraziati della suburra e di conseguenza egli diventa famoso; allora il senatore Tresca, esponente dei populares, lo convince a presentarsi alle elezioni come rappresentante della plebe. I due quindi si fronteggiano nella campagna elettorale, cercando di comprare i voti a suon di sesterzi: in particolare, entrambi provano a corrompere Annibale per attirarlo dalla loro parte; alla fine, arriva il colpo di scena: a vincere è proprio Annibale Tenaglia che, grazie ai soldi dei due candidati e ai consigli di Tresca e Firmino, è riuscito a imbrogliare tutti. |
| 11       | Roma ladronissima          | Mentre si trovano al ristorante, l'appartamento degli Appio viene ripulito dai ladri: Cesare sospetta che il furfante sia Salvatore e lo denuncia, venendo a sua volta citato dal siciliano per danni d'immagine. Nel frattempo Augusta si avvicina al cristianesimo e invita Rosalia a partecipare ad una riunione segreta della setta: Cesare e Salvatore, spaventati per l'accaduto, si recano sul posto per convincerle a tornare ma vengono beccati dal commissario Calì che sta facendo una retata contro i cristiani. Condannati da Senaca a 10 anni di galera, i due riescono ad evadere grazie all'aiuto del loro compagno di cella, il criminale Romolo detto "er Puzzone" (tramite lui, scoprono inoltre che la casa di Cesare è stata svaligiata da "er Ciancico"). Fingendosi anch'essi lestofanti, i due vanno a "ripulire" la casa di Salvatore ma nel frattempo il giudice, corrotto da Poppea, ha firmato loro la grazia per cui quando Calì lì becca a casa Pitagora arresta solo il Puzzone, dando così un lieto fine alla storia. |
| 12       | Tutti al Mare nostrum      | Inizia l'estate e la famiglia Appio vuole andare in vacanza: alfine di rimane solo con Poppea, Cesare manda tutti i suoi parenti in una villa bifamiliare al Circeo, nella spiaggia di "Punta Roscia", affermando di non poterli però seguire perché impegnato in alcune cause. Mentre i nuovi bagnanti prendono possesso della casa al mare incontrano il giudice Seneca, il quale gli comunica che il tribunale dell'urbe sarà chiuso per ferie, mandando quindi a monte il piano dell'avvocato. Inoltre gli Appio si ritrovano a condividere il villino con i Pitagora, anche loro partiti per le vacanze: il nonno Pippitta però è rimasto a casa e Poppea, infuriata per essere rimasta sola, invia a Cesare un messaggio allusivo tramite un piccione viaggiatore in cui gli fa credere di avere una tresca col nonno. I due in seguito si recheranno a Punta Roscia, dove oltre ai soliti protagonisti si ritroveranno di fronte anche l'attrice Dolabella - per cui Salvatore ha un debole - e suo marito Metello Crespo, un palazzinaro. A questo punto Cesare, Seneca e Salvatore tentano in tutti i modi di appartarsi con l'oggetto del loro desiderio - i primi due con Poppea, il terzo con Dolabella - ma, come al solito, non riusciranno nei loro intenti.          |
| 13       | I padri degli sposi        | Dopo aver perso la verginità con Marco, Concetta rimane incinta e di conseguenza i due giovani sono costretti dalle loro famiglie a sposarsi: anche se unite dal futuro sposalizio dei loro rampolli, le famiglie Appio e Pitagora continuano a litigare sulla cerimonia di nozze in quanto sia Cesare sia Salvatore vogliono risparmiare il più possibile. Il giorno del matrimonio, dopo essersi reciprocamente "pizzicati" in un piccante addio al celibato, entrambi i futuri coniugi hanno dei dubbi e minacciano di non pronunciare più il fatidico "sì", ma alla fine si convincono ad unirsi. Durante il banchetto nuziale, dopo aver rischiato per l'ennesima volta che la sua tresca con Poppea venisse smascherata, Cesare scopre che anche sua figlia Alessia è in dolce attesa e che il futuro padre è Marco Seneca, per cui è costretto ad organizzare un altro matrimonio. |